# بهي الشعر (جنس نبات)
بهي الشعر (الاسم العلمي: Callitriche)، جنس نباتات مائية، في سابق كان هو الجنس الوحيد للمثل لفصيلة بهائيات الشعر.
مع ذلك، ووفقًا لنظام APG II، تم تضمين هذه الفصيلة الآن في الحملية. يحتفظ اسم الفصيلة بهائيات الشعر (Callitrichaceae) بمكانته على أنه اسم تراثي.